# Geschichte und Region / Storia e regione
Geschichte und Region / Storia e regione (Abkürzung: GRSR) ist eine zweimal jährlich in Bozen (Südtirol, Italien) erscheinende deutsch- und italienischsprachige Fachzeitschrift für die Geschichtswissenschaft.
Das Periodikum wird von der gleichnamigen Arbeitsgruppe seit 1992 herausgegeben. Es stellt einen kritischen Orientierungs- und Bezugspunkt in der regionalgeschichtlichen Literatur des Tiroler Raumes und seinen Nachbarregionen dar. Mit thematisch breit angelegter, interdisziplinärer und transnationaler Ausrichtung und methodisch innovativen Ansätzen hat sich die Zeitschrift als Alternative zur klassischen Landesgeschichte etabliert. Eine Besonderheit ist die deutsch-italienische Zweisprachigkeit der Publikation. Seit 2013 werden alle Aufsätze vor Veröffentlichung einem Peer-Review-Verfahren nach dem Double-blind-Prinzip unterzogen. Seit 2020 rückte GRSR in die A-Klasse der in Italien referenzierten wissenschaftlichen Zeitschriften auf.
GRSR versteht sich als Kontaktforum und Bindeglied der italienischen und österreichisch-deutschen Forschungslandschaft und stellt insbesondere auf die vergleichende Regionalgeschichte des mittleren Alpenraumes ab. 
Geschäftsführerin der Zeitschrift ist seit 2014 Michaela Oberhuber, die in dieser Funktion auf Siglinde Clementi folgte. Zur Redaktion gehören bzw. gehörten Andrea Bonoldi, Francesca Brunet, Siglinde Clementi, Andrea di Michele, Ellinor Forster, Florian Huber, Stefan Lechner, Hannes Obermair, Gustav Pfeifer, Martina Salvante, Philipp Tolloi und Oswald Überegger. Als Korrespondenten wirken u. a. Giuseppe Albertoni, Helmut Alexander, Laurence Cole, Maria Heidegger, Hans Heiss, Pieter M. Judson, Margareth Lanzinger, Wolfgang Meixner, Cecilia Nubola, Gerald Steinacher, Reinhard Stauber und Michael Wedekind mit. Zu den ehemaligen Korrespondenten zählt Klaus Brandstätter.
Die Arbeitsgruppe hat 2013 die Gründung des Zentrums für Regionalgeschichte an der Freien Universität Bozen erwirkt. 2022 gedachte die Zeitschrift des 30-jährigen Bestehens mit einer Tagung auf Schloss Trostburg.